# EMF
EMF – brytyjska grupa muzyczna grająca rock alternatywny założona w 1989 roku w Cinderford. Nazwa zespołu to skrót do Epsom Mad Funkers bądź Ecstasy Mother Fuckers.

## Historia
Grupa powstała w 1989 w miejscowości Cinderford w Anglii. Po dwóch miesiącach od powstania formacja zagrała pierwszy koncert. Kiedy instrumentarium zespołu wzbogaciło się o syntezator, do rockowego brzmienia EMF doszły elementy lekkiego techno. W 1991 roku debiutancki singel grupy – "Unbelievable" znalazł się na szczytach brytyjskich i amerykańskich list przebojów. W Polsce utwór ten został użyty w reklamie browaru Lech i firmy odzieżowej Cubus. Wydany w tym samym roku longplay "Schubert Dip", również odniósł sukces. Na nim znalazł się kolejny przebój zespołu pod tytułem "Lies". Na płycie znalazły się jeszcze single I Believe oraz Children. W Stanach Zjednoczonych album promowała dodatkowo kaseta VHS z teledyskami i nagraniami na żywo, pod tytułem Smoke the Banger.
W 1992 roku EMF zaprezentował EP "Unexplained" i longplay "Stigma" – oba wydawnictwa miały mieszane opinie na rynku. EP-ka zawierała między innymi cover utworu "Search and Destroy" Iggy'ego Popa i The Stooges. Na obydwu wydawnictwach znalazł się utwór "Getting Through". Stigmę promowały jeszcze utwory It's You oraz They're Here.
W roku 1995 ukazał się longplay "Cha Cha Cha", który spotkał się z niezbyt pochlebnymi opiniami wielu krytyków. Album promował singel Perfect Day. Jeszcze w tym samym roku wydany został samotny singel Afro King oraz cover utworu I’m a Believer grupy The Monkees, nagrany razem z satyrycznym duetem Reeves and Mortimer.
W 1998 roku w Japonii ukazała się składanka The Very Best of EMF.
W 2001 roku pojawiła się kompilacja z Epsom Mad Funkers: The Best of EMF, zawierająca dwa nowe utwory. Zespół rozpadł się w 2002 roku w związku ze śmiercią Zaca Foleya.
EMF reaktywował się w 2007 roku, by zagrać kilka koncertów. Na basie grał wówczas Richard March. Z gry w zespole zrezygnował Ian Dench, który zaczął pisać teksty dla Beyoncé i Shakiry. Nowym gitarzystą został Tim Stephens. Ponowne rozwiązanie grupy nastąpiło rok później.
Ponownie reaktywowano go z okazji dwudziestolecia płyty "Schubert Dip" w 2012 roku. Tym razem basistą został Stevey Marsh, kolega Tima Stephensa. Do składu powrócił Dench. Po zagraniu kilku koncertów wydano DVD Long Live the New Flesh (na tym koncercie zagrali, po raz pierwszy od ponad 10 lat, nowy materiał).
W kolejnych latach zespół kontynuował aktywność koncertową.
Dnia 14 marca 2017 roku Mark DeCloedt poinformował, iż w Wigilię Bożego Narodzenia 2016 roku doznał poważnego uszkodzenia lewego nadgarstka, po tym jak spadł z drabiny, w związku z czym musiał przerwać karierę. Na swoje miejsce nominował Jacka Stephensa.
DeCloedt powrócił do zespołu w styczniu 2020 po przebytej rekonwalescencji. Tym samym jego zastępca rozstał się z grupą.

## Skład
- James Atkin – wokal (1989–2002, 2007–2008, 2012–)
- Ian Dench – gitary (1989–2002, 2007, 2012–)
- Derry Brownson – instrumenty klawiszowe (1989–2002, 2007–2008, 2012–)
- Mark DeCloedt – perkusja (1989–2002, 2007–2008, 2012–2017, 2020–)
- Tim Stephens – gitary (2007–)
- Stevey Marsh – gitara basowa (2012–)
- Zac Foley – gitara basowa (1989–2002, zmarł w 2002)
- Richard March – gitara basowa (2007–2008)
- Jack Stephens – perkusja (2017–2020)

## Dyskografia

### Albumy
| Rok  | Album        |
| ---- | ------------ |
| 1991 | Schubert Dip |
| 1992 | Stigma       |
| 1995 | Cha Cha Cha  |

### Albumy Kompilacyjne
| Rok  | Album                                       |
| ---- | ------------------------------------------- |
| 1998 | The Very Best of EMF Wydany tylko w Japonii |
| 2001 | Epsom Mad Funkers: The Best of EMF          |
| 2008 | The Remixes                                 |

### VHS/DVD
| Rok  | Album                                     |
| ---- | ----------------------------------------- |
| 1991 | Smoke the Banger (VHS) Wydany tylko w USA |
| 2013 | Long Live the New Flesh (DVD + Blu-ray)   |

### Single i EP
| Rok  | Album            |
| ---- | ---------------- |
| 1990 | Unbelievable     |
| 1991 | I Believe        |
| 1991 | Children         |
| 1991 | Lies             |
| 1992 | They're Here     |
| 1992 | Unexplained EP   |
| 1992 | It's You         |
| 1995 | Perfect Day      |
| 1995 | Bleeding You Dry |
| 1995 | I'm a Believer   |
| 1995 | Afro King        |